# Симон II (цар Картлі)
Симон II або Симон-хан (пом. 1631) — цар Картлі (1619–1625, формально до 1631). Син Баграта VII й Анни, дочки Олександра II Кахетинського. Походив з династії Багратіоні.

## Життєпис

### Сходження на престол за допомогою шаха Аббаса I
Зростав у Персії при дворі шаха. Малолітнього Симона II шах Персії Аббас I Великий призначив ханом Картлі, а радником при ньому — Георгія Саакадзе, який і був фактичним правителем країни.
1625 року повстання на чолі з Георгієм Саакадзе змусило Симона II тікати з військом кизилбашів із Тбілісі до фортеці Агджакалі (сучасний Марнеульський район). У Картлі-кахетинському царстві почав правити Теймураз I. Після битви при Марабді (липень 1625) шах відновив Симона II на посту хана Картлі, хоча його влада поширювалась тільки на південну частину Картлі. Решта країни була під контролем Теймураза I.

### Убивство Симона II
Після Базалетської битви (1626) у боротьбі за владу Теймураз I змовився із Зурабом Еріставі Арагвським, який убив Симона II, а його голову надіслав Теймуразу I.